# Anguish de Irlanda

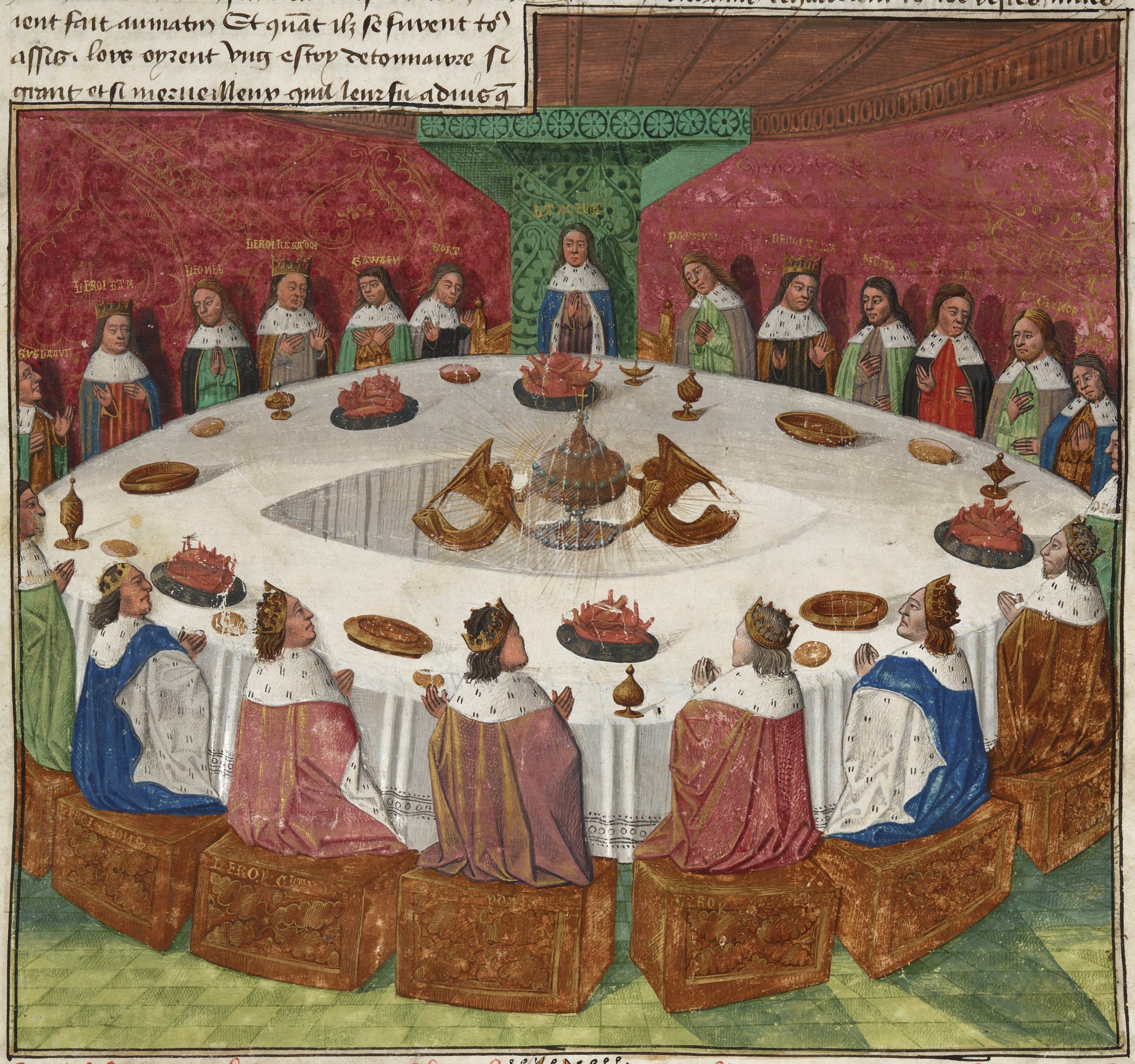
El Rey Arturo y los Caballeros de la Mesa Redonda.

El rey Anguish de Irlanda es un personaje mitológico de la leyenda arturiana. Es padre de Isolda la bella y, uno de los principales enemigos del rey Arturo en las crónicas. Anguish era uno de los jóvenes reyes que creían que Arturo era un impostor, por lo que se rebeló contra él desde el comienzo de su reinado. En una de sus muchas aventuras, llegó a ser invocado por la corte del rey Arturo por traición.